# Рита Касійська
Рита Касійська також Рита з Кашії, в миру Маргарита Лотті (1381, Роккапорена — 22 травня 1457, Кашія) — християнська свята епохи середньовіччя, черниця-августинка. Шанується у римо-католицькій церкві. Вважається заступницею у безнадійних ситуаціях.

## Життєпис

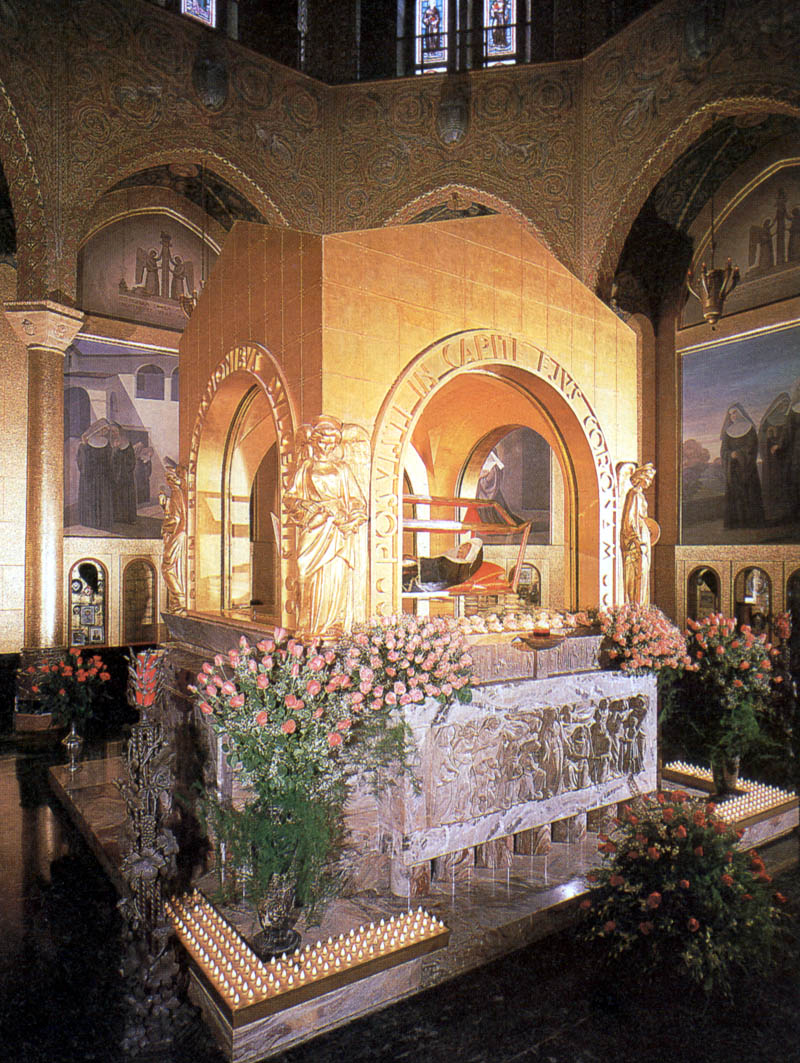
Нетлінне тіло святої Рити у базиліці Святої Рити, Кашія

Свята Рита народилася у 1381 році в містечку Роккапорена біля Кашії в Перуджі (Італія) в родині хліборобів Антонія Лотті і Амати Феррі, та була довгоочікуваною дитиною. Їй вибрали багатого нареченого — Паоло Манчіні.
Рита прийняла це як належне. В подружжі Паоло був брутальним і агресивним, після 18 років спільного життя чоловік загинув під час пограбування. Згодом через хворобу померли й сини. Овдовіла Рита повернулася до думок про монастир та вступила до ордену св. Марії Магдалини.
Після 15 років самотньої молитви та посту, 22 травня 1457 року Рита померла, її тіло залишилося нетлінним до сьогодні і зберігається у святині в Кашія.
Ще за життя монахині відбувалися чудеса, а після смерті люди почали молитися до неї, просячи заступництва й отримували багато благодатей.
Папа Урбан VIII оголосив Риту блаженною 1628 року, а Папа Лев XIII у 1900 році — святою, призначивши її спомин на 22 травня.